# 特命転攻生
『特命転攻生』（とくめいてんこうせい）は、エルスウェアの坂東真紅郎が製作した、学園超人アクションテーブルトークRPG（TRPG）。2001年にエンターブレインのログインテーブルトークRPGシリーズからB5判書籍として発売された。日本各地の学園で怪事件が頻発する中、超法規的な学生エージェントとして事件の解決に当たる超人学生たちの活躍を描く。

## 概要
多感な若者たちの集う学園に発生し、周辺の異世界化をもたらす「震龍（しんりゅう）」。その早期発見と排除を行うために、政府は密かに「文武省（もんぶしょう）」を発足。提携する10の「特務高校」から、震龍と同質の超能力を備えた「特務生徒」を召集して事態の対処に当たる。プレイヤーキャラクター（PC）は、特務生徒の中でも学園への潜入捜査を行う実働部隊「エキストラ」として、震龍の捜索と事件の解決を目指すことになる。エルスウェア製作で監修が柳川房彦ということもあって、「テーブルネット構想（後述）」など『蓬萊学園』を意識した作風も特徴といえよう。

## システム

### キャラクターメイキング
プレイヤーキャラクター（PC）の作成は、10校の特務高校からPCの在校する高校を選び、その中の「アーキタイプ」を指定することで能力値が自動的に決定される。データをかなり自由に自作できる「フルスクラッチ」方式もあるが、所属校によってPCのスタイルが限定されてくることに変わりはない。また、サイコロを振ってPCの過去を決めるライフパス表も充実している。

### 行為判定
行為判定は上方判定に属する。能力値と6面サイコロの出目を合計した達成値が、難易度の数値以上になれば行為成功とする。使用されるサイコロは基本的に2個だが、技能を使う場合は技能レベルに等しい数のサイコロを足すことができ、また、クリティカルによるサイコロの振り足しもあるので実際に使うサイコロの数は多め。

### EPPと秘技
すべてのPCは、所属校に由来する「エキストラパワー」を持っている。この力によって、PCは超常的な「秘技」を使うことができる。エキストラパワーの高さはエキストラパワーポイント（EPP）で表され、行為判定や戦闘、また所属校ごとの「推奨行動」を取ることで上昇する。EPPは秘技の使用コストやクリティカル発生率の上昇などに使えるが、高まりすぎるとPCが暴走して異常行動を取ってしまう。

## 世界設定
舞台となるのは21世紀の日本である。震龍の暴走と文武省の活動は、現場が学校という閉鎖空間であることも手伝って、ほとんど外部に知られていない。文武省に人材を輩出する特務高校は、そのほとんどが横浜に集められ、互いに交流しながら人材育成を行っている。もちろんこれらの特務高校も、その本分は外部に知られていない。
風迅学園
公儀隠密を母体とする忍者学校。表向きは極めて平凡な高校を装っているが、内部では忍術、武術に加えて呪術までが伝授される。アーキタイプは「影忍」「戦忍」「呪忍」。
扇町中華技藝学院
表向きは華僑系資本による東洋文化振興を謳った学校だが、革命で中国本土を追われた「震龍」制御のノウハウを伝える秘密結社に属する。アーキタイプは「気功拳士」「方術士」「薬膳師」。
国際専守防衛学校
通称「国防」。テロ対策を主目的に掲げる私設軍隊の養成機関であり、PKOやレスキューの建前で軍隊向けのカリキュラムが組まれている。アーキタイプは「コマンド」「アイズ」「レスキュー」。
マリーア女子高等学校
芸能カリキュラムが充実した女子高。…とは表向きで、迫害を逃れた魔女たちが歌や踊りに託した魔法を伝授する、通称「マ女高（魔女高）」。アーキタイプは「魔女っ娘」「幻獣使い」「アイドル」。
アリステア高等学院
震龍の影響でミュータント化した子供たちを受け入れ、キリスト教の理念の元で彼らの社会適応を助けるミッションスクール。アーキタイプは「虚空のミュータント」「生命のミュータント」「異形のミュータント」。
私立メルセリオン学園
新興宗教団体により経営される学園。その実態は自称「古代レムリアの転生戦士」たちの結社。真偽は不明だが、同系の能力者が集っているのは事実である。アーキタイプは「神聖戦士」「神聖拳士」「神官」。
興武館高校
スポーツによる人材育成を掲げる高校。在校生の驚異的な運動能力が震龍の影響と認められ、特務高校になった。アーキタイプは「魔球使い」「アスリート」「グラップラー」。
IT学園
震龍の研究中に完成した、知性を持つロボットたちの訓練校。人間の学生生活を模すことで、人間を理解しようと努めている。アーキタイプは「調査分析タイプ」「戦闘タイプ」「支援保護タイプ」。
無頼漢塾
高校ではなく、番長連合「男闘呼義（おとこぎ）」のメンバーが集う私塾。独自に震龍の調査を行う過程で他の特務生徒と共闘することもある。アーキタイプは「番長」「走り屋」「ロッカー」。
QIND
ネットを介して繋がるハッカーたちの集団。CGを実体化させるツールを所有しており、実体化したグラフィックによって現実上の戦闘力をも持つ。アーキタイプは「テッカー」「グラフェック」「ザッパー」。

## テーブルネット構想
『蓬萊学園の冒険!!』に倣って、本作にも全国のユーザーからのプレイリポートやデータ投稿を受け付ける「テーブルネット」システムが存在する。投稿データの公式化や、上級エージェント「エリート」への昇進試験などの企画が挙げられていた。しかし、本作のテーブルネットシステムは機能していない。

## 作品一覧
特命転攻生―Secret Students in the Academic Armageddon
エンターブレイン ISBN 4-7577-0504-2
TRPG基本ルールブック。
赤版・特務高校入学ガイド
アトリエサード ISBN 4-8837-5040-X
風迅学園、国際専守防衛学校、アリステア高等学院、興武館高校、無頼漢塾の5校に関する詳細情報と、シナリオ等を含むサプリメント。
青版・特務高校入学ガイド
アトリエサード ISBN 4-8837-5041-8
扇町中華技藝学院、マリーア女子高等学校、私立メルセリオン学園、IT学園、QINDの5校に関する詳細情報と、選択ルール等を含むサプリメント。
特命転攻生―「人別帳」は燃えているか?
ファミ通文庫 ISBN 4-7577-0577-8
新城カズマ作の、TRPGの世界設定に準拠したライトノベル。
特命転攻生evo.～夜明けの学生証～
TRPGと世界観を共有するプレイバイメール（PBM）。エルスウェアによって2002年6月から2003年6月にかけて運営された。